# پایانه مسافربری مرکزی تبریز
پایانهٔ مسافربری مرکزی تبریز یا ترمینال مرکزی تبریز، بزرگ‌ترین و مهمترین پایانه مسافربری در تبریز و غرب ایران است. این پایانه مسافری، در جنوب تبریز و در حاشیه آزادراه شهید کسایی واقع شده‌است. با راه‌اندازی این پایانه، ترمینال قدیم تبریز که در مرکز شهر در تقاطع خیابان‌های فلسطین (ملل متحد سابق) و محققی (امین سابق) واقع شده بود، تعطیل گردید.

## پیشینه
پیش از احداث پایانهٔ مسافربری تبریز، حمل و نقل برون‌شهری این شهر از طریق گاراژهای موجود در خیابان‌های امام خمینی، تربیت و فردوسی صورت می‌گرفت. به‌جهت مشکلاتی که گاراژداران با آن مواجه بودند، شهربانی وقت تبریز تمامی این گاراژها را به مکانی در جنوب کوی ولی‌عصر منتقل نمود. به دلیل دوربودن این منطقه از مرکز شهر تبریز، یک تعاونی خصوصی با همیاری اتوبوس‌داران تأسیس شد و در همین راستا، نخستین پایانهٔ مسافربری تبریز در مقابل باغ گلستان احداث گردید.
پس از احداث پایانهٔ مسافربری تبریز در باغ گلستان، نخستین اتوبوس مسافربری از طریق آن به مقصد مراغه در تاریخ ۲۹ دی ۱۳۵۲ خورشیدی حرکت نمود. پس از این تاریخ رفته‌رفته این پایانه به اکثر شهرهای داخل و خارج استان سرویس‌دهی داد. در سال ۱۳۷۴ خورشیدی پایانهٔ مسافربری تبریز به مکانی در حاشیهٔ بزرگراه شهید کسایی منتقل شد و پایانهٔ مسافربری جدید این شهر در این مکان احداث گردید. ترمینال قدیم تبریز نیز که در محدوده باغ گلستان واقع شده بود، در دهه ۱۳۹۰ تخریب شده و به جای آن برج‌های دوقلوی تجاری، اقامتی ساخته خواهد شد.

### پایانه جدید
مطالعه و طراحی پروژه احداث ترمینال جدید تبریز در جنوب شهر، در سال ۱۳۶۶ و با در نظر گرفتن فضایی به وسعت ۳۰ هکتار آغاز شده و دو سال طول کشید. این پروژه در سال ۶۸ وارد مرحله عملیاتی شد و در سال ۷۴ فاز اول آن در ۲۲ هکتار به پایان رسید. با این حال، قسمت اصلی پروژه که همان ساختمان مرکزی است، باقی ماند، با افتتاح فاز نخست در سال ۷۴، پروژه عملاً تعطیل شد و این تعطیلی ۱۷ سال طول کشید.
عملیات اجرایی فاز دوم پروژه در سال ۹۱ و در فضایی به وسعت ۷٬۵ هکتار شروع شده و در ۲۰ اسفند ۱۳۹۴ به صورت رسمی افتتاح شد. برای اجرای این پروژه از سال ۱۳۶۸ تا ۱۳۹۴، ۸۰ میلیارد تومان هزینه شد.

## امکانات و ویژگی‌ها
مراکز خرید، مراکز خدمات عمومی و رفاهی، سالن انتظار، سالن مسافرگیری، محل بازی کودکان، اتاق مادر و کودک، نمازخانه، سالن‌های انتظار و مسافرگیری، ۱۸ گیشهٔ بلیط‌فروشی، رستوران، کافی شاپ و فود کورت، کتابخانه، بخش اداری، شعب بانک، پارکینگ خودروهای سواری با ظرفیت ۹۰۰ خودرو، فرودگاه هلیکوپتر آسانسورهای پنج‌گانه و پله‌های برقی از بخش‌های مختلف طبقه‌بندی ترمینال تبریز به‌شمار می‌رود. ساختمان اصلی پروژه در سه طبقه به مساحت ۲۲ هزار مترمربع و در ارتفاع‌های مختلف طراحی شده و در نماسازی نیز از ترکیب کامپوزیت و شیشه استفاده شده‌است. در معماری ساختمان نیز، تاج ویژه‌ای در آن طراحی و اجرا شده‌است.